# Euryopis californica
Euryopis californica là một loài nhện trong họ Theridiidae.
Loài này thuộc chi Euryopis. Euryopis californica được Richard C. Banks miêu tả năm 1904.